# Herbert Günther Möckel
Herbert Günther Möckel (ur. 4 grudnia 1914 w Plauen, zm. 25 kwietnia 1955 w Landsberg am Lech) – zbrodniarz nazistowski, członek załogi niemieckiego obozu koncentracyjnego Buchenwald i SS-Hauptscharführer.
Z zawodu szklarz. Członek NSDAP i SS. Członek personelu Buchenwaldu od listopada 1938 do marca 1942, gdzie pełnił służbę jako Blockführer. Dodatkowo od listopada 1941 do przełomu lutego i marca 1942 należał do Kommando 99, które dokonywało eksterminacji jeńców radzieckich.
Möckel został osądzony za swoje zbrodnie również przez amerykański Trybunał Wojskowy w Dachau w procesie członków komanda 99 (US vs. Werner Alfred Berger i inni) i skazany na karę 20 lat pozbawienia wolności.